# 凉风乡 (宣汉县)
凉风乡，是中华人民共和国四川省达州市宣汉县曾经下辖的一个乡。2020年6月，撤销凉风乡、上峡乡，设立上峡镇，以原凉风乡和原上峡乡所属行政区域为上峡镇的行政区域。

## 行政区划
凉风乡撤销前下辖以下地区：
太和村、古城村、洞口村、大兴村、大茅坪村、徐坪村、长沟村和凉垭村。